# عمران كندي
عمران‌ كندي هي قرية في مقاطعة هشترود، إيران. عدد سكان هذه القرية هو 481 في سنة 2006.